# Поцілунок (оповідання)
«Поцілунок» (рос. Поцелуй) — оповідання А. П. Чехова, вперше опубліковане у 1887 році.

## Історія публікації і критика
Оповідання А. П. Чехова «Поцілунок» написане в 1887 році, вперше опубліковане у газеті «Новий час», 1887, № 4238 від 15 грудня з підписом «Ан. Чехов». У 1888 році твір був включений до збірки «Оповідання», увійшов до видання А. Ф. Маркса. За повідомленнями В. Л. Леонтьєва, оповідання було написане Чеховим у Петербурзі. Письменник зупинявся там в готелі «Москва», у грудні 1887 року. Чехов просив Леонтьєва, як колишнього артилериста, перевірити, чи немає в оповіданні якоїсь помилки.
Леонтьєв згадував: «Я був вражений правильністю опису, надзвичайною чуйністю, з якою схоплений був самий дух і склад військового середовища. Просто не вірилося, що все це написав студентик, який щойно зіскочив з університетської лави, а не справжній військовий, який прослужив, принаймні, кілька років в артилерії! З суворо прискіпливої точки зору можна, мабуть, знайти деякі „довготи“, саме в описі руху бригади — єдиний недолік оповідання, написаного мало не за дві доби…».
За свідченням брата письменника, М. П. Чехова, письменник в оповіданні відбив свої враження від життя у Воскресенську в 1884 році. У той час в місті стояла батарея, якою командував Маєвський.
За життя Чехова оповідання було перекладено угорською, німецькою, сербськохорватською, словацькою і чеською мовами.
Відгуки сучасників про оповідання «Поцілунок» були різними. Так, письменнику Плещеєву, твір сподобався. Він писав 22 грудня 1887 р.: «Болярин Олексій дуже Вам кланяється, мліє від Вашого „Поцілунку“…». Леонтьєв шкодував, що Чехов пізніше перейшов до написання «надуманих і сухих» творів, таких як «Нудна історія» і «Припадок».
Критик Русанов зарахував розповідь «Поцілунок» до «перлин російської літератури». Арсеньєв вважав «Поцілунок» одним з найкращих оповідань Чехова. Говоров відносив «Поцілунок» до оповідань «анекдотичних». Альбов писав, що «Поцілунок» «ніби навмисне вигаданий на заздалегідь складену тему — про безглуздість життя»

## Сюжет
Якось навесні ввечері батареї резервної артилерійської бригади, що прямувала в табір, зупинилися на ночівлю в селі Містечки. Місцевий поміщик генерал-лейтенант фон Раббек запросив до себе на чай офіцерів.
Офіцери згадали, як їх запрошував раніше під час маневрів інший поміщик, граф. Тоді їм не вдалося зімкнути очей вночі, оскільки їх розважали до ранку. Однак офіцери поїхали до фон Раббека.
Біля порогу будинку офіцерів зустрів сам поміщик фон Раббек, йому було близько шістдесяти років. До нього в гості приїхали раніше сестри з дітьми, брати і сусіди, і не залишалося жодної вільної кімнати. У великій їдальні офіцери сіли за чай. Штабс-капітан Рябович почувався за столом ніяково. Після чаю офіцери пішли в зал. Почалися танці. Рябович пішов з офіцерами, котрі не танцювали, пограти в більярд. Потім він скучив і вийшов. На зворотному шляху він пережив маленьку пригоду. Заблукавши в кімнатах будинку, він потрапив у зовсім темну кімнату. В ній раптом почулися кроки, увійшла жінка, сказавши: «Нарешті!» і поцілувала офіцера. Потім вона відскочила від нього і пішла. Ця подія офіцера дуже схвилювала. Він не міг зрозуміти — хто це був.
Після вечері гості пішли. Чехов описує місцеву природу, річку, сад. Рябович ще довго пригадував пережиту пригоду. Бригада йшла повз панський будинок. Пізніше Рябович розповів колегам про те, що з ним сталося і подумав, що «ніколи не побачить тієї, яка випадково поцілувала його замість іншого».